# بن غيلوري
بن غيلوري (بالإنجليزية: Ben Guillory)‏ مواليد 7 نوفمبر 1949 في باتون روج، الولايات المتحدة، هو ممثل ومنتج أمريكي بدأ مسيرته الفنية سنة 1970.

## الأعمال
- اللون الأرجواني
- المسحورات
- الجناح الغربي

## روابط خارجية
- بن غيلوري على موقع IMDb (الإنجليزية)
- بن غيلوري على موقع ألو سيني (الفرنسية)
- بن غيلوري على موقع أول موفي (الإنجليزية)
- بن غيلوري على موقع قاعدة بيانات الأفلام السويدية (السويدية)
- بن غيلوري على موقع قاعدة بيانات الفيلم (الإنجليزية)
- بن غيلوري على موقع كينوبويسك (الروسية)